# Parlament (Görögország)
A görög parlament (görögül: Ελληνικό Κοινοβούλιο, 'Elliniko Kinovoulio', más néven Βουλή των Ελλήνων; 'Voulí ton Ellínon' azaz Hellén Bulé vagy Hellén Tanács) Görögország törvényhozása, ami a régi királyi palotában található, az athéni Syntagma térre néző kilátással. A parlament a legfelsőbb görög demokratikus intézmény, amely a polgárokat a parlamenti képviselőkből álló választott testületen keresztül képviseli.
A parlament egy 300 tagból álló egykamarás törvényhozás, amelyet négy évre választanak meg. 1844–1863-ban és 1927–1935-ben a parlament kétkamarás volt, felsőházzal (a szenátus) és egy alsóházzal (a képviselőházzal. Számos neves görög államférfi töltötte már be a parlament elnöke szerepet.

## Fordítás
- Ez a szócikk részben vagy egészben  a   Hellenic Parliament című angol Wikipédia-szócikk fordításán alapul.  Az eredeti cikk szerkesztőit annak laptörténete sorolja fel. Ez a jelzés csupán a megfogalmazás eredetét és a szerzői jogokat jelzi, nem szolgál a cikkben szereplő információk forrásmegjelöléseként.